# Aino Kassinen

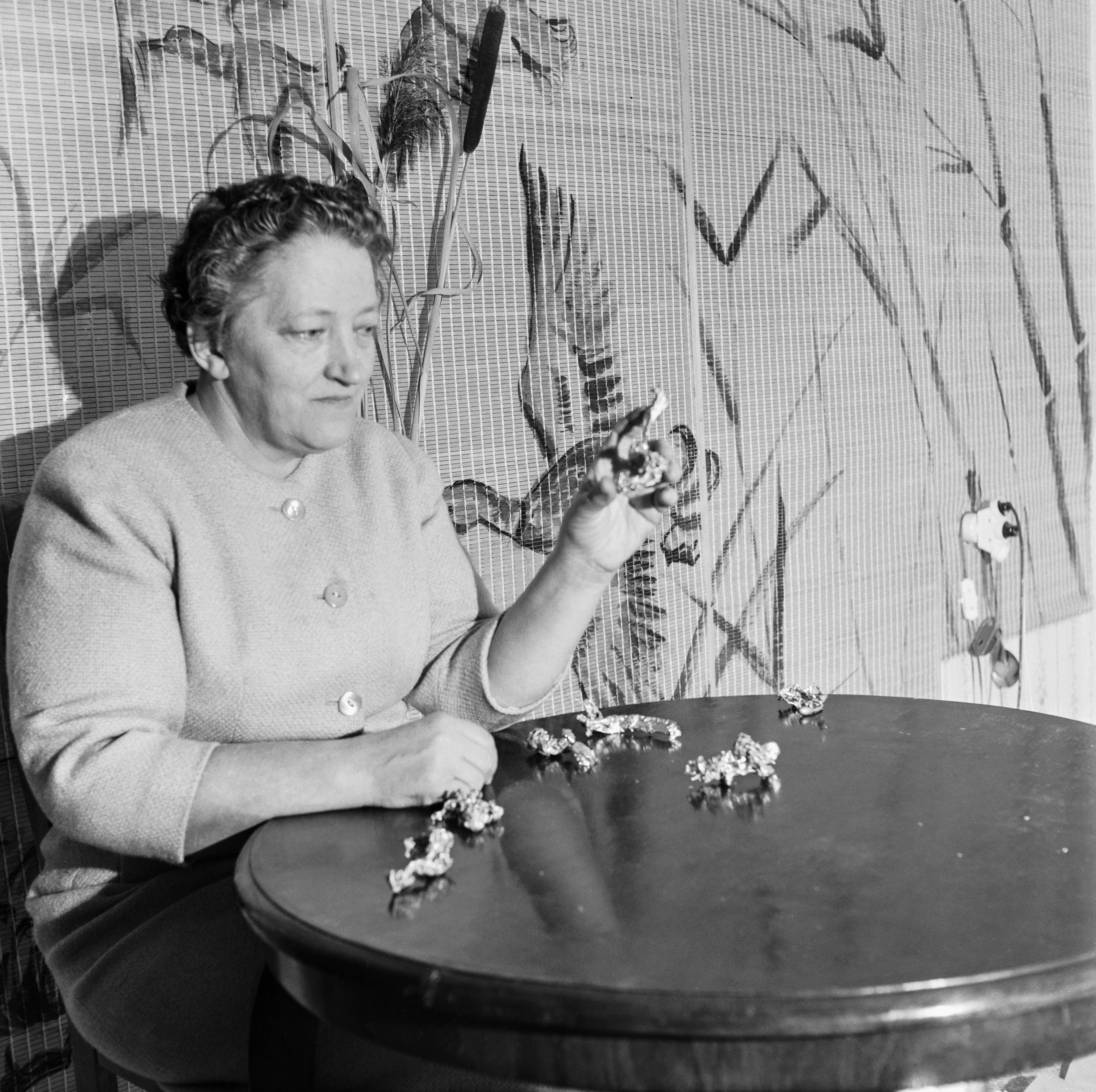
Aino Kassinen arbetar för fullt år 1959.

Aino Lydia Kassinen, född 13 december 1900 i Oulujoki, död 28 juli 1977 i Helsingfors, var en finländsk sierska. 
Kassinen, som förtjänade sitt levebröd som sömmerska, började mot slutet av 1920-talet bistå människor med råd; hon sade sig ha haft gåvan att se övernaturliga ting redan från barnsben. Folk samlades i hennes hem för att fråga bland annat efter försvunna saker och personer. På 1930-talet flyttade hon till Helsingfors och kom där i kontakt med Axel Ringström, en annan klärvoajant, som även politiker och statsmän brukade vända sig till. Även Kassinen fick med åren en kundkrets bland samhällets toppar, men flertalet som besökte henne var personer som saknade hög ställning. Hon utgav 1972 den självbiografiska boken Aino Kassinen kertoo.